# Георгіна фон Вільчек
Джорджина фон Ліхтенштейн Джорджина Норберта Йоганна Франциска Антоні Марі Рафаела фон унд цу Ліхтенштейн, народжена Джорджина фон Вільчек (24 жовтня 1921, Грац-18 жовтня 1989, Грабс) — принцеса Ліхтенштейну в 1943—1989 роках, дружина князя Франца Йосифа II.

## Життєпис
Джорджина народилася в Граці, Австрія, вона дочка графа Фердинанда фон Вільчека та його дружини Норбертини з роду Кінські. Навчалася у приватній гімназії Сакре-Кер у Відні, а потім у школі-інтернаті для дівчат у Римі. Після закінчення середньої школи вона вивчала мови у Віденському університеті, склавши іспити з англійської, французької та італійської мов.
7 березня 1943 року вона вийшла заміж за Франца Йосифа II, принца Ліхтенштейну, який правив країною вже п'ять років. Вона мала з ним п'ятеро дітей:
- Принц Ганс-Адам II (народився 14 лютого 1945 року) — пізніше князь Ліхтенштейну ;
- Принц Філіп Еразм (народився 19 серпня 1946 року)
- Князь Микола Фердинанд (народився 24 жовтня 1947 року)
- Принцеса Нора Єлизавета (народилася 31 жовтня 1950 року)
- Князь Вацлав Франц-Йосиф (народився 1962 року)

Після одруження вона з чоловіком переїхала в замок Вадуц i стала першою в історії герцогинею, яка жила в князівстві. Вона була відома своєю великою залученістю в життя людей, які називали її принцесою Джиною. У 1945 році вона особисто допомагала біженцям на кордоні з Австрією у Шанвальді. 30 квітня 1945 року з її ініціативи було створено Червоний Хрест Ліхтенштейну, який вона очолювала в 1945—1985 роках. Організація займалася гуманітарною допомогою в охоплених війною країнах, а пізніше також у Ліхтенштейні. У 1956 році принцеса Джина відкрила перший дитячий будинок під патронатом LCK у Трізені, а в 1972 році — першу службу швидкої допомоги. Вона також брала активну участь у місцевій Асоціації допомоги родині. Також займалася допомогою людям похилого віку та хронічно хворим, а також особам з інвалідністю. Вона підтримувала скаутський рух і часто брала участь у скаутських заходах. Агітувала за введення виборчого права жінкам. Вона захоплювалася гірським туризмом і здійснила багато гірських походів в Альпи. Одна з найважливіших гірських стежок країни Fürstin Gina Weg (Sareis in Malbun — Augstenberg — Pfälzerhütte) була названа на її честь. За її відданість справі вона була дуже популярною серед жителів Ліхтенштейну.